# Almayrac
Almayrac – miejscowość i gmina we Francji, w regionie Oksytania, w departamencie Tarn.
Według danych na rok 1990 gminę zamieszkiwało 267 osób, a gęstość zaludnienia wynosiła 24 osób/km² (wśród 3020 gmin regionu Midi-Pireneje Almayrac plasuje się na 797. miejscu pod względem liczby ludności, natomiast pod względem powierzchni na miejscu 1007.).